# Grenade
Grenade – miejscowość i gmina we Francji, w regionie Oksytania, w departamencie Górna Garonna.
Według danych na rok 1990 gminę zamieszkiwało 5026 osób, a gęstość zaludnienia wynosiła 136 osób/km² (wśród 3020 gmin regionu Midi-Pireneje Grenade plasuje się na 58. miejscu pod względem liczby ludności, natomiast pod względem powierzchni na miejscu 195.).

## Zabytki

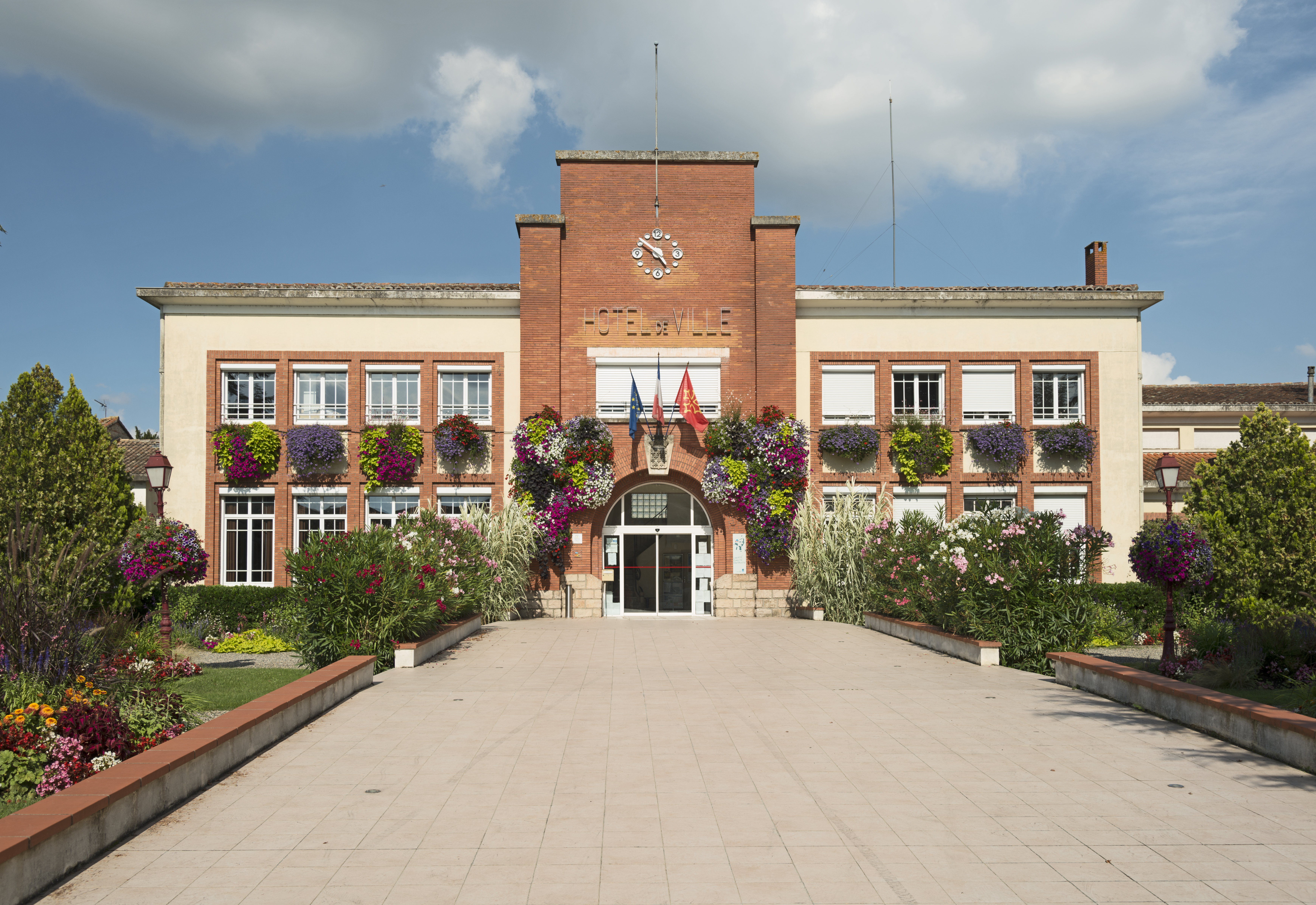
Ratusz
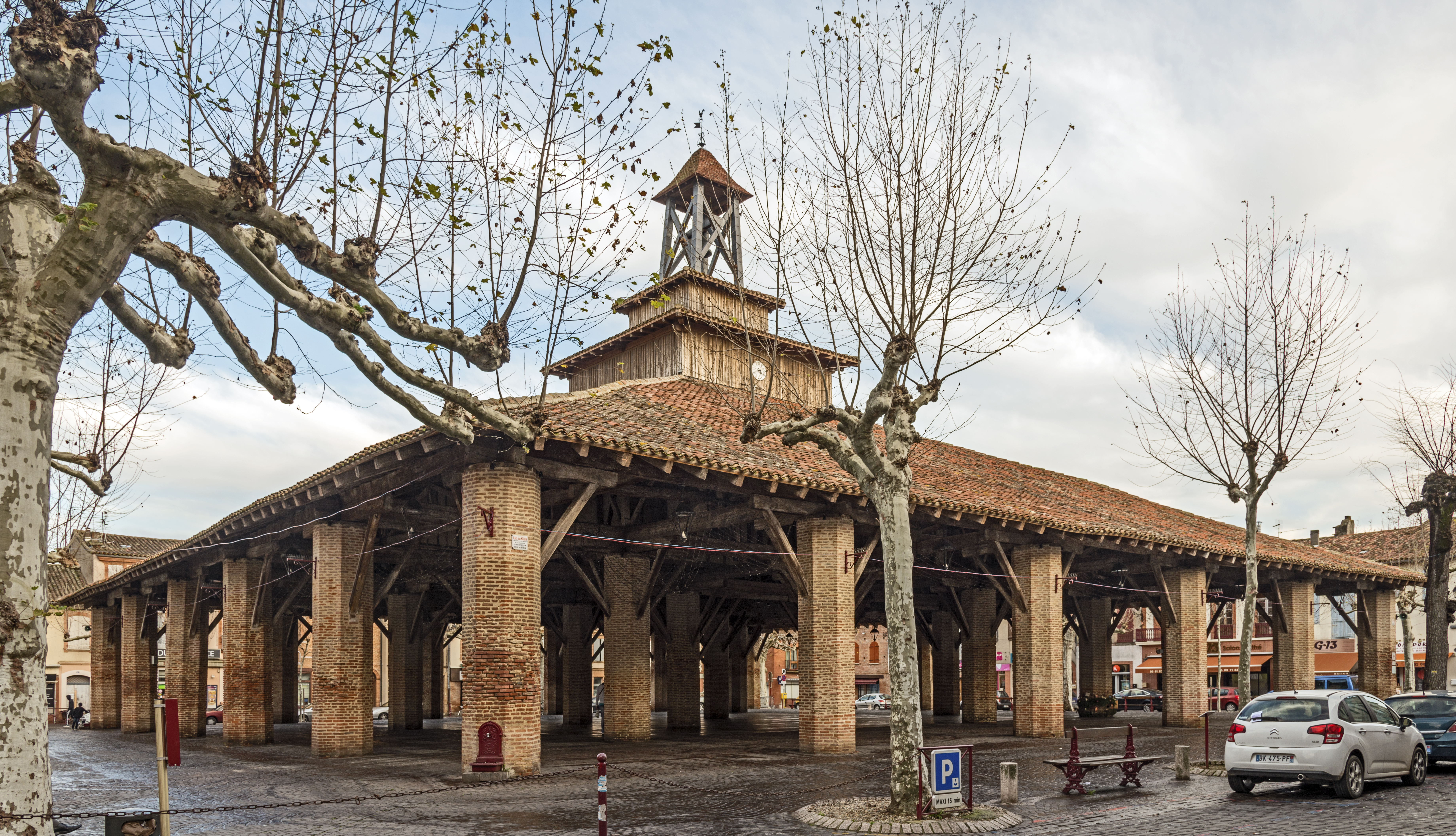
Targowisko
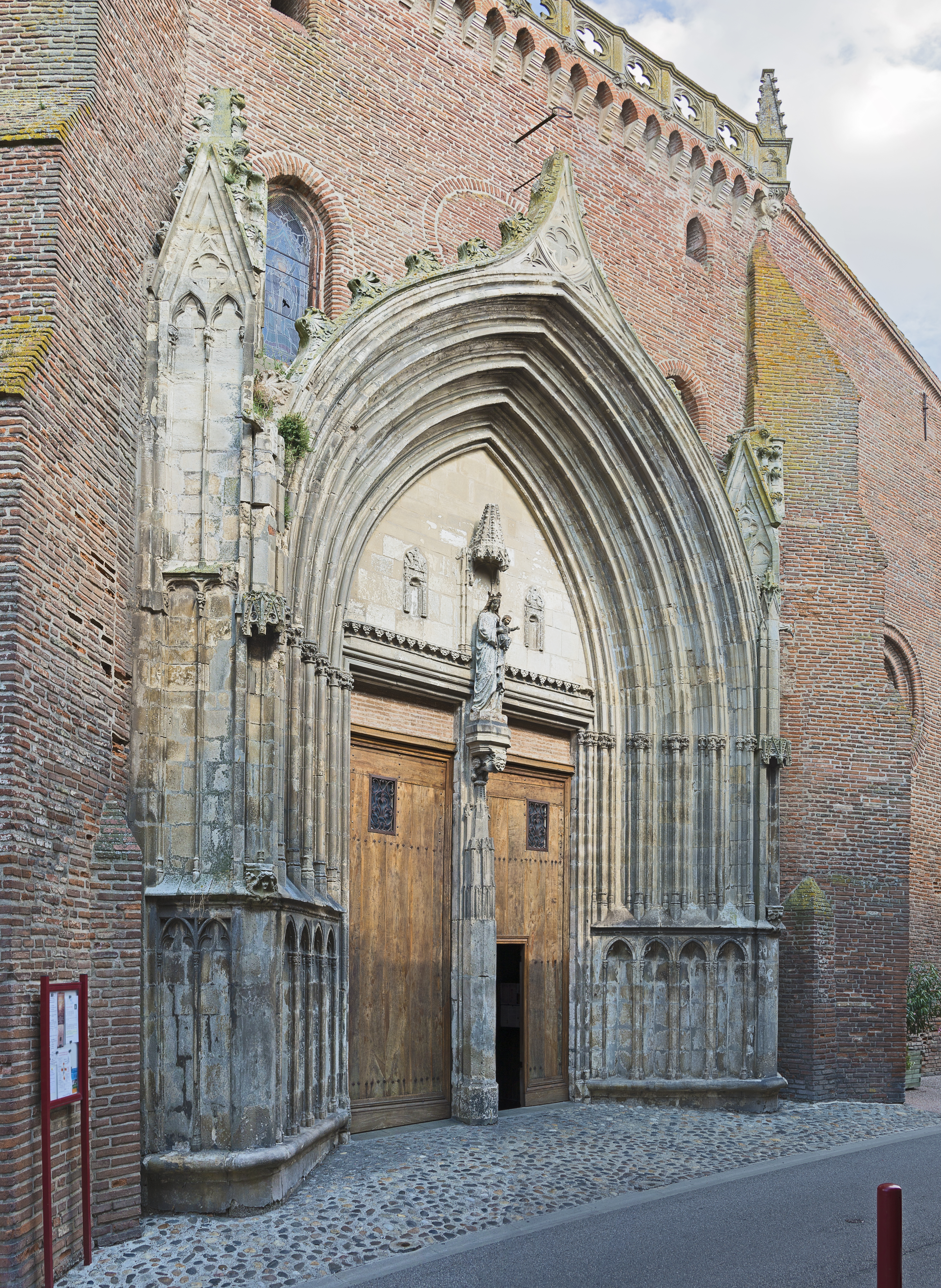
Drzwi wejściowe kościoła
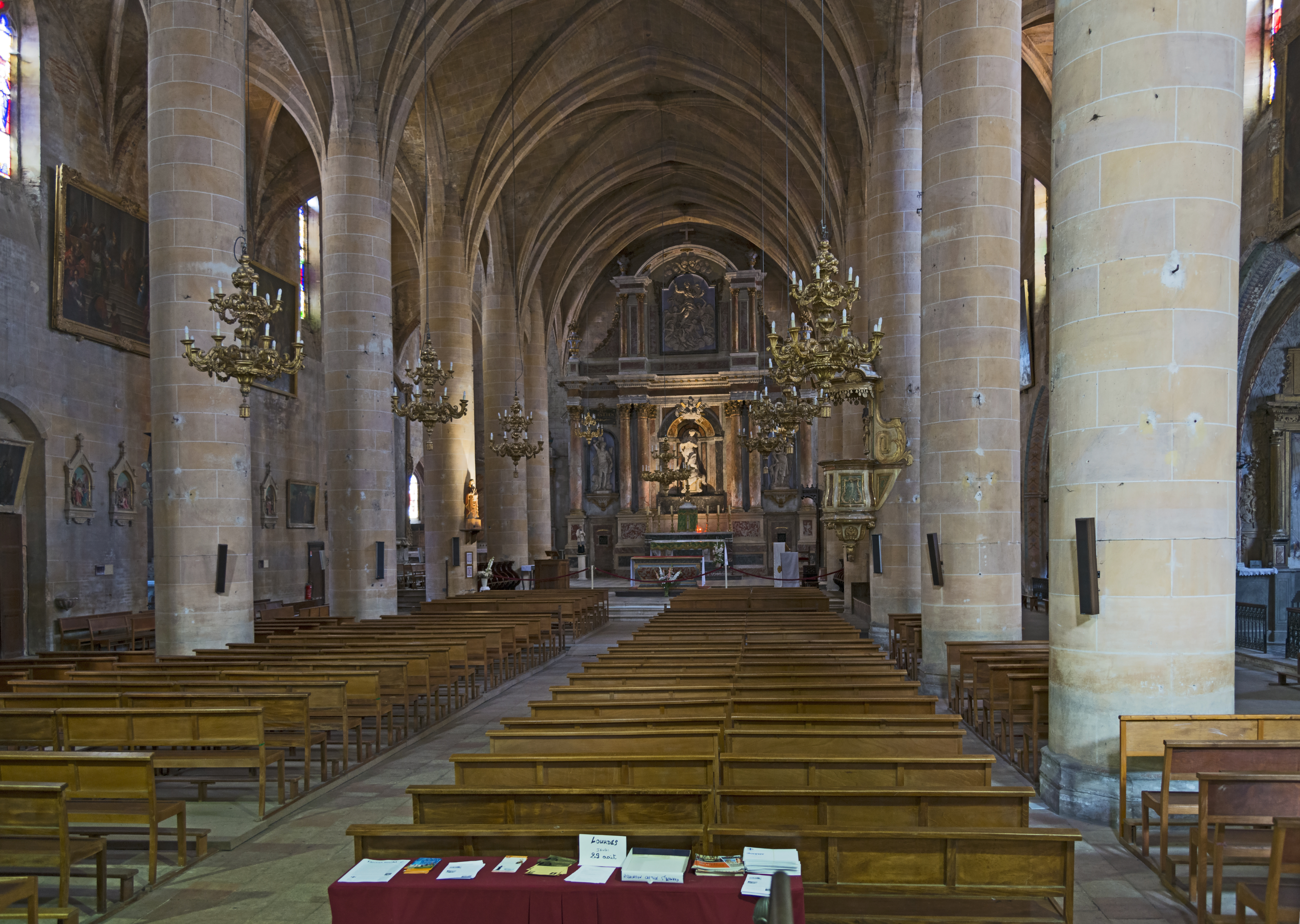
Wnętrze kościoła
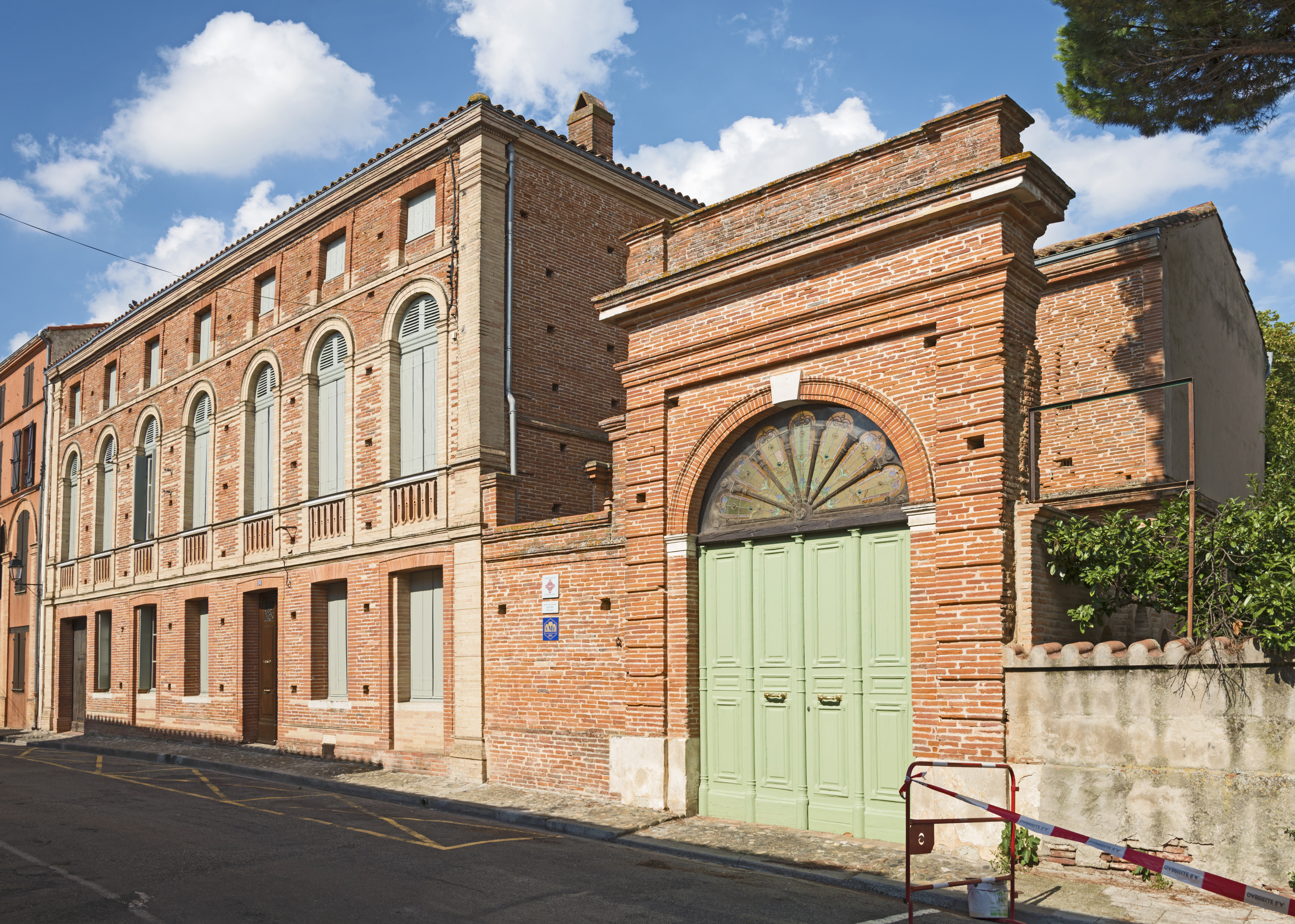
Klasztor